# Domiporta citharoidea
Domiporta citharoidea is een slakkensoort uit de familie van de Mitridae. De wetenschappelijke naam van de soort is voor het eerst geldig gepubliceerd in 1862 door Dohrn.